# 殼斗長小蠹
殼斗長小蠹（学名：Platypus kiushuensis）为長小蠹蟲科長小蠹屬下的一个种。